# Planina Kunićka
 Planina Kunićka  falu Horvátországban Károlyváros megyében. Közigazgatásilag Netretićhez tartozik.

## Fekvése
Károlyvárostól 14 km-re északnyugatra, községközpontjától  4 km-re nyugatra a szlovén határ közelében fekszik.

## Története
A falunak 1857-ben 96, 1910-ben 50 lakosa volt. A  trianoni békeszerződésig Zágráb vármegye Károlyvárosi járásához tartozott. A településnek  2011-ben 3 lakosa volt.

## Lakosság
| Lakosság változása | Lakosság változása | Lakosság változása | Lakosság változása | Lakosság változása | Lakosság változása | Lakosság változása | Lakosság változása | Lakosság változása | Lakosság változása | Lakosság változása | Lakosság változása | Lakosság változása | Lakosság változása | Lakosság változása | Lakosság változása |
| ------------------ | ------------------ | ------------------ | ------------------ | ------------------ | ------------------ | ------------------ | ------------------ | ------------------ | ------------------ | ------------------ | ------------------ | ------------------ | ------------------ | ------------------ | ------------------ |
| 1857               | 1869               | 1880               | 1890               | 1900               | 1910               | 1921               | 1931               | 1948               | 1953               | 1961               | 1971               | 1981               | 1991               | 2001               | 2011               |
| 96                 | 104                | 88                 | 92                 | 71                 | 50                 | 61                 | 49                 | 48                 | 45                 | 37                 | 32                 | 13                 | 16                 | 5                  | 3                  |